# Steve Webb
Pour les articles homonymes, voir Webb.
Ne doit pas être confondu avec Steve Webb (homme politique).
Steve Webb, né le 30 avril 1975 à Peterborough en Ontario, est un joueur de hockey sur glace ayant évolué durant près de 8 ans dans la Ligue nationale de hockey. Repêché par les  Sabres de Buffalo en 1994 en 7e ronde (176e au total), c'est cependant dans l'organisation des Islanders de New York qu'il percera dans la LNH et y passera la plus grande partie de sa carrière professionnelle.

## Carrière
Incapable de se tailler un poste avec l'équipe qui l'a repêché (Buffalo), il est échangé à Long Island (Islanders). Il évoluera au sein de cette organisation pendant 8 saisons. Son séjour avec les Islanders prend fin en 2004 lorsqu'il est échangé aux Penguins de Pittsburgh pour Alain Nasreddine. Après seulement cinq matchs avec sa nouvelle équipe, il est rétrogradé à leur club-école de la ligue américaine et annonce sa retraite un mois plus tard.
En 321 matchs en carrière dans la LNH, Steve Webb a marqué 5 buts et 13 passes pour un maigre total de 18 points.

## Statistiques
Pour les significations des abréviations, voir Statistiques du hockey sur glace.
| Saison     | Équipe                            | Ligue      |     | Saison régulière | Saison régulière | Saison régulière | Saison régulière | Saison régulière |   | Séries éliminatoires | Séries éliminatoires | Séries éliminatoires | Séries éliminatoires | Séries éliminatoires |
| Saison     | Équipe                            | Ligue      | PJ  | B                | A                | Pts              | Pun              | PJ               | B | A                    | Pts                  | Pun                  |                      |                      |
| 1992-1993  | Spitfires de Windsor              | LHO        | 63  | 14               | 25               | 39               | 181              |                  |   |                      |                      |                      |                      |                      |
| 1993-1994  | Spitfires de Windsor              | LHO        | 33  | 6                | 15               | 21               | 117              |                  |   |                      |                      |                      |                      |                      |
| 1993-1994  | Petes de Peterborough             | LHO        | 2   | 0                | 1                | 1                | 9                | 6                | 1 | 1                    | 2                    | 10                   |                      |                      |
| 1994-1995  | Petes de Peterborough             | LHO        | 42  | 8                | 16               | 24               | 109              | 11               | 3 | 3                    | 6                    | 22                   |                      |                      |
| 1995-1996  | Fury de Muskegon                  | CoHL       | 58  | 18               | 24               | 42               | 263              | 5                | 1 | 2                    | 3                    | 22                   |                      |                      |
| 1995-1996  | Vipers de Détroit                 | LIH        | 4   | 0                | 0                | 0                | 24               |                  |   |                      |                      |                      |                      |                      |
| 1996-1997  | Thoroughblades du Kentucky        | LAH        | 25  | 6                | 6                | 12               | 103              | 2                | 0 | 0                    | 0                    | 19                   |                      |                      |
| 1996-1997  | Islanders de New York             | LNH        | 41  | 1                | 4                | 5                | 144              |                  |   |                      |                      |                      |                      |                      |
| 1997-1998  | Thoroughblades du Kentucky        | LAH        | 37  | 5                | 13               | 18               | 139              | 3                | 0 | 1                    | 1                    | 10                   |                      |                      |
| 1997-1998  | Islanders de New York             | LNH        | 20  | 0                | 0                | 0                | 35               |                  |   |                      |                      |                      |                      |                      |
| 1998-1999  | Islanders de New York             | LNH        | 45  | 0                | 0                | 0                | 32               |                  |   |                      |                      |                      |                      |                      |
| 1998-1999  | Lock Monsters de Lowell           | LAH        | 23  | 2                | 4                | 6                | 80               |                  |   |                      |                      |                      |                      |                      |
| 1999-2000  | Islanders de New York             | LNH        | 65  | 1                | 3                | 4                | 103              |                  |   |                      |                      |                      |                      |                      |
| 2000-2001  | Islanders de New York             | LNH        | 31  | 0                | 2                | 2                | 35               |                  |   |                      |                      |                      |                      |                      |
| 2001-2002  | Islanders de New York             | LNH        | 60  | 2                | 4                | 6                | 104              | 7                | 0 | 0                    | 0                    | 12                   |                      |                      |
| 2002-2003  | Islanders de New York             | LNH        | 49  | 1                | 0                | 1                | 75               | 5                | 0 | 0                    | 0                    | 10                   |                      |                      |
| 2003-2004  | Penguins de Pittsburgh            | LNH        | 5   | 0                | 0                | 0                | 2                |                  |   |                      |                      |                      |                      |                      |
| 2003-2004  | Penguins de Wilkes-Barre/Scranton | LAH        | 30  | 4                | 7                | 11               | 48               |                  |   |                      |                      |                      |                      |                      |
| 2003-2004  | Sound Tigers de Bridgeport        | LAH        | 7   | 0                | 1                | 1                | 29               | 5                | 0 | 0                    | 0                    | 4                    |                      |                      |
| 2003-2004  | Islanders de New York             | LNH        | 5   | 0                | 0                | 0                | 2                | 2                | 0 | 0                    | 0                    | 6                    |                      |                      |
| Totaux LNH | Totaux LNH                        | Totaux LNH | 321 | 5                | 13               | 18               | 532              | 14               | 0 | 0                    | 0                    | 28                   |                      |                      |